# Гольцовка (село, Пензенская область)
Гольцовка — село в Лунинском районе Пензенской области. Входит в состав Лунинского сельсовета.

## География
Село расположено в северной части области на расстоянии примерно в 5 километрах по прямой к западу-северо-западу от районного центра Лунино.
Часовой пояс
Село Гольцовка как и вся Пензенская область, находится в часовой зоне МСК (московское время). Смещение применяемого времени относительно UTC составляет +3:00.

## История
В разных переписях известно под названиями: Никольское Гольцовка тож, Гольцовское, Гольцово.
В начале XVIII века входило в состав Шукшинского стана (по названию с. Шукша) Пензенского уезда. Было раздроблено между владельцами: им владели многочисленные Гольцовы (исторически Кольцовы) и Микулины.

## Население
| 1710 | 1717  | 1747  | 1782 | 1864 | 1877 | 1897 |
| ---- | ----- | ----- | ---- | ---- | ---- | ---- |
| 73   | ↗109  | ↗616  | ↘544 | ↘214 | ↗385 | ↗699 |
| 1910 | 1926  | 1930  | 1959 | 1979 | 1989 | 1996 |
| ↗779 | ↗1096 | ↗1119 | ↘627 | ↘356 | ↘220 | ↘145 |
| 2002 | 2010  |       |      |      |      |      |
| ↘126 | ↗153  |       |      |      |      |      |

Национальный состав
Согласно результатам переписи 2002 года, в национальной структуре населения русские составляли 99 % из 126 чел..